# Kołybań
Kołybań (ukr. Колибань) – wieś na Ukrainie, w obwodzie chmielnickim, w rejonie chmielnickim, w hromadzie Chmielnicki. W 2001 liczyła 449 mieszkańców, spośród których 439 wskazało jako ojczysty język ukraiński, a 10 rosyjski.